# Gornje Pijavško
Gornje Pijavško je naselje u Općini Krško u istočnoj Sloveniji. Gornje Pijavško se nalazi u pokrajini Dolenjskoj i statističkoj regiji Donjoposavskoj. 

## Stanovništvo
Prema popisu stanovništva iz 2002. godine Gornje Pijavško je imalo 91 stanovnika.

## Vanjske poveznice
- Satelitska snimka naselja  Arhivirana inačica izvorne stranice od 29. srpnja 2017. (Wayback Machine)